# Сора (Фрозиноне)
Сора (итал. Sora) је насеље у Италији у округу Фрозиноне, региону Лацио.
Према процени из 2011. у насељу је живело 23758 становника. Насеље се налази на надморској висини од 279 м.

## Становништво
Према резултатима пописа становништва 2011. у општини је живело 26.247 становника.
| 1931.  | 1936.  | 1951.  | 1961.  | 1971.  | 1981.  | 1991.  | 2001.  | 2011.  |
| ------ | ------ | ------ | ------ | ------ | ------ | ------ | ------ | ------ |
| 19.553 | 20.841 | 23.707 | 23.656 | 24.897 | 25.675 | 26.089 | 26.029 | 26.247 |

## Партнерски градови
- Вон, Ати Мон